# Красні Озера
Кра́сні Озе́ра (рос. Красные Озёры) — селище у складі Пачелмського району Пензенської області, Росія.
Населення — 4 особи (2010; 6 у 2002).
Національний склад станом на 2002 рік:
- росіяни — 100 %